# 浩罕乡
浩罕乡，是中华人民共和国新疆维吾尔自治区喀什地区喀什市下辖的一个乡镇级行政单位。

## 行政区划
浩罕乡下辖以下地区：
艾孜热特村、瓦甫村、库恰比西村、沙普艾热克村、沙依村、恰克萨村、库木普提克村、巴西苏扎克村、喀日沙喀勒村、夏木帕夏村、托万喀孜艾日克村、依西强村、曲古尔村、库康村和克其克艾日克村。